# Берта фон Зулцбах
Берта фон Зулцбах (на немски: Berta von Sulzbach; * ок. 1110; † 29 август 1159) е византийска императрица (1146 – 1159), първа съпруга на византийския император Мануил I Комнин.

## Произход
Берта е дъщеря на Беренгар II, граф на Зулцбах († 3 декември 1125 г.), и на втората му съпруга Аделхайд фон Волфратсхаузен († 1126). Сестра е на Гебхард III фон Зулцбах и на Гертруда фон Зулцбах, която се омъжва за германския император Конрад III.

## Брак с Мануил I Комнин
Търсейки подкрепа срещу норманите на Роджер II, византийският император Йоан II Комнин изпраща посолство в двора на германския император Конрад III с предложение за сключване на съюз срещу норманите в Южна Италия. За да скрепят договора, пратениците на василевса предлагат на Конрад III да изпрати една от своите принцеси в Константинопол, за да бъде омъжена за сина на константинополския император, Мануил. Вместо една от своите дъщери, Конрад избира своята балдъза Берта, която потегля за Константинопол в компанията на Емихо фон Лайнинген, епископ на Вюрцбург.
Когато Берта пристига в императорския двор на Босфора, Йоан II Комнин вече бил мъртъв, а Мануил е новият византийски император. Бракът на Берта и Мануил I е отлаган в продължение на три години, през което време Берта вероятно останала в Константинопол, очаквайки да се достигне до решение каква да е съдбата ѝ. През това време в Константинопол са посрещнати три западни посолства, които пристигнали, за да обсъдят въпроса за брака ѝ и други проблеми. В крайна сметка Берта и Мануил I са венчани малко след Богоявление през 1146 г., след което Берта е коронована за императрица на ромеите под името Ирина (на гръцки: Εἰρήνη).
В Константинопол Берта-Ирина става известна със скромността си и отбягването на лукса, който царял във византийския двор. Василий Охридски хвали Берта за благоприличието и набожността ѝ, а Никита Хониат отбелязва, че императрицата не носи грим. Веднъж тя говорила пред сената за смелостта на съпруга си, а по друг повод успяла да помогне за разобличаването на един изменник. Тя била изключително заинтересована от литературата. След едно боледуване Ирина поръчала на Теодор Продром да съчини поема; поднесла и скъп дар на Богородица. Теодор Продром се обръща към нея не само в това свое стихотворение, а Йоан Цеца ѝ посвещава своите „Хилиади“, а през 1147 г. и един алегоричен коментар върху „Илиада“ и „Одисея“. Дворецът, който съпругът ѝ построил във Влахернския квартал, също несел нейното име.
Междувременно Ирина поддържа и активни контакти: тя изпраща лични писма до френската кралица Елонора преди и по време на престоя на Елеонора в Константинопол по време на Втория кръстоносен поход. Най-активни обаче са контактите ѝ с германския императорски двор – Ирина получава писмо от зет си Конрад III, който я моли да избере някоя от племенничките на Мануил I за съпруга на най-големия Конрадов син и съимператор Хайнрих, който по същото време изпратил писмо на леля си. След преждевременната смърт на Хайнрих Конрад IIII моли да му бъде изпратена годеница за самия него. Особена грижа императрицата проявявала за германските си роднини – тя изпратила скъпоценни дарове за малкия си племенник Фридрих Швабски, син на покойния вече Конрад III, а през 1157 г. византийско посолство предава молбата ѝ към новия император Фридрих Барбароса младото момче да бъде посветено в рицарство, което било изпълнено в присъствието на византийските пратеници. След едно гостуване в Константинопол сестра ѝ Аделхайд пък си заминала с достатъчно пари (подарък от Ирина и Мануил I), че да завърши спокойно живота си в манастира Клостернойбург.
Според слуховете през 1147 г. константинополският патриарх Козма II, който бил заподозрян в ерес, проклел утробата на императрицата никога да не роди син.
Берта-Ирина умира на 29 август 1159 г. Според източниците Мануил I Комнин, който бил известен с многобройните си изневери, е съкрушен от смъртта на съпругата си. Той се жени отново през 1161 г. за Мария Антиохийска.

## Деца
Берта-Ирина и Мануил I Комнин имат две дъщери:
- Мария Комнина (1152 – 1182), омъжена за Рение Монфератски
- Анна Комнина (1154 – 1158)